# Neivamyrmex physognathus
Neivamyrmex physognathus es una especie de hormiga guerrera del género Neivamyrmex, subfamilia Dorylinae. 

## Distribución
Esta especie se encuentra en Bolivia.